# Río Guarga
El río Guarga es un corto río de la provincia de Huesca (Aragón, España), afluente del Gállego por su margen izquierda.
Su cuenca se denomina la Guarguera y su trazado discurre íntegramente por la Comarca Alto Gállego. 

## Toponimia
El hidrónimo Guarga se documenta en fuentes aragonesas desde el año 1136, y a partir de 1202 se empleó para designar a una circunscripción eclesiástica, la de 'Gorga'. Antonio Ubieto Areta sugiere que es un topónimo bereber que indicador la presencia de bereberes de Fez en el siglo VIII con base en la existencia de un río Warga cerca del río Sebú. Otras teorías lo derivan del latín 'Gurga', con el significado de garganta.

## Curso
Nace en el paraje conocido como Cuello Sarrablo, cerca de la localidad de Laguarta, en la unión de los barrancos de Chillué y Raichuela de la Sierra del Galardón, antes de llegar al puerto de Serrablo por la carretera A-1604 en dirección a Boltaña. Discurre por la comarca natural de la Guarguera, a la que da nombre. Tras discurrir esta, desemboca en el río Gállego en el embalse de Javierrelatre, cerca de Caldearenas.
Aparece descrito en el noveno volumen del Diccionario geográfico-estadístico-histórico de España y sus posesiones de Ultramar de Pascual Madoz con las siguientes palabras:

GUARGA: r. en la prov. de Huesca, part. jud. de Boltaña. nace á la parte E. del l. de Cañardo en una fuente poco abundante bañando los térm. de los pueblos de Gillué, Bescós, Arruebo, Artosilla, Castiello de Guarga, Lasieso y Javarella por la der., y los de Secorún, Ayneto, Solanilla, Lasaosa y Erraso por la izq., desembocando despues de seguir una marcha en direccion casi horizontal de E. á O., en el r. Gallego; fefrtiliza con sus aguas gran porcion de terreno de los pueblos por donde pasa, dando impulso igualmente á las ruedas de varios molinos harineros; cria algunos peces y le cruzan varias palancas que sirven para la comunicacion de los pueblos de ambas márg.
(Madoz, 1847, p. 56)